# Équipe d'Oman de hockey sur gazon
Maillots
L'Équipe d'Oman de hockey sur gazon représente l'Oman dans les compétitions internationales masculines de hockey sur gazon.

## Histoire dans les tournois
Oman ne s'est jamais qualifié pour la Coupe du monde ou les Jeux olympiques. Dans les coupes continentales, ils ont atteint la septième place aux Jeux asiatiques quatre fois et ils ont terminé sixième une fois à la Coupe d'Asie.

### Jeux asiatiques
- 1982 - 7e place
- 1986 - 8e place
- 1994 - 9e place
- 2006 - 10e place
- 2010 - 7e place
- 2014 - 7e place
- 2018 - 7e place

### Coupe d'Asie
- 2013 - 5e place
- 2017 - 7e place

### Coupe AHF
- 1997 -
- 2002 - 6e place
- 2008 -
- 2012 -
- 2022 - Qualifié

### Champions Trophy d'Asie
- 2012 - 5e
- 2013 - 6e
- 2018 - 6e

### Coupe d'Asie centrale
- 2019 -

### Ligue mondiale
- 2012-2013 - 2e tour
- 2014-2015 - 2e tour
- 2016-2017 - 2e tour

## Composition actuelle
Ce qui suit est la composition d'Oman dans la Coupe d'Asie centrale 2019.
Entraîneur :  Tahir Zaman
Sélections mises à jour au 8 septembre 2019 après les confrontations
| Numéro | Joueur                 | Date de naissance | Âge | Sélections |
| ------ | ---------------------- | ----------------- | --- | ---------- |
| 1      | Amir Al Mashari        | 20 octobre 1998   | 23  | 3          |
| 3      | Shamaiaa Akram Bait    | 28 juin 1998      | 23  | 3          |
| 5      | Hamed Al-Hasani        | 5 janvier 1999    | 22  | 3          |
| 7      | Ahmed Al 'Amri         | 21 juin 1999      | 22  | 3          |
| 8      | Saleh Al Wahaibi       | 27 avril 2000     | 21  | 3          |
| 9      | Aseel Al-Maaini        | 14 janvier 1999   | 22  | 3          |
| 10     | Saleh Bait             | 4 août 1999       | 22  | 3          |
| 11     | Fahad Al Lawati        | 5 avril 1998      | 23  | 3          |
| 12     | Usama Bait             | 9 février 2000    | 21  | 3          |
| 15     | Mohammed Al Tobi       | 5 décembre 1999   | 22  | 3          |
| 16     | Aseel Bait             | 30 avril 1998     | 23  | 3          |
| 21     | Asama Al-Shibli        | 29 juillet 1999   | 22  | 3          |
| 22     | Idress Al Bulushi (GB) | 10 avril 1998     | 23  | 3          |
| 23     | Rashad Al Fazari (C)   | 8 mai 2000        | 21  | 31         |
| 25     | Yaqoob Al 'Amri        | 23 octobre 2000   | 21  | 2          |
| 26     | Ibrahim Al Hasni (GB)  | 7 novembre 1998   | 23  | 3          |
| 27     | Ali Al Owaisi          | 30 novembre 1999  | 22  | 3          |
| 30     | Abdullah Bait          | 24 février 1999   | 22  | 3          |